# クイーン・オブ・ザ・リング王座
クイーン・オブ・ザ・リング王座は、JDスター女子プロレスが管理、認定していた王座。

## 歴史
2000年、吉本女子プロレスjd'（後のJDスター女子プロレス）が12月1日に開局するBSジャパンの番組「ジャンヌ・ダルクへの道〜格闘美宣言〜」を12月2日から放送するに当たり、BSジャパン認定クイーン・オブ・ザ・リング王座を創設。11月26日、jd'東京で行われた初代王座決定トーナメントに優勝したザ・ブラディーが初代王者になった。
2003年3月29日、「ジャンヌ・ダルクへの道〜格闘美宣言〜」の放送終了により、王座名をクイーン・オブ・ザ・リング王座に変更。
2004年4月29日、王者の武藤裕代がJDスターを退団により、空位となって事実上封印状態となる。
2015年2月、BSジャパンでJDスターの中継を担当していた平山陽が王座の復活に向けて勤務していたスポーツパル・インターナショナルにJDスターの権利が移行していたため、スポーツパルの代表である宮田光昌と協議して宮田は「かつてあったベルトが眠っているだけじゃなく、また脚光を浴びるという方が女子プロレス界の為になると思い復活を認めました」とコメント。コミッショナーに元Jd所属選手で平山の妻であったMARUが就任。3月15日、平山のプロデュースによる、かしま元気プロジェクト主催興行「新・紅の鹿伝説第一章 アントライダー!聖地見参!さよなら!鹿島町立体育館」高松緑地公園体育館（旧：鹿島町立体育館）大会で行われた第11代王座決定戦に勝利したアントレディ（朱里）が第11代王者になった。同年、空位となって事実上封印状態となる。

## 歴代王者

### BSジャパン認定クイーン・オブ・ザ・リング王座
| 歴代  | 選手           | 戴冠回数 | 防衛回数 | 獲得日付       | 獲得場所 （対戦相手・その他）                                   |
| ----- | -------------- | -------- | -------- | -------------- | --------------------------------------------------------------- |
| 初代  | ザ・ブラディー | 1        | 不明     | 2000年11月26日 | 東京 藪下めぐみ                                                 |
| 第2代 | 藪下めぐみ     | 1        | 不明     | 2000年12月29日 | 東京                                                            |
| 第3代 | 坂井澄江       | 1        | 不明     | 2001年3月18日  | 東京                                                            |
| 第4代 | ザ・ブラディー | 2        | 2        | 2001年4月29日  | 東京                                                            |
| 第5代 | ファング鈴木   | 1        | 0        | 2001年12月15日 | ディファ有明 2001年12月15日返上                                 |
| 第6代 | ザ・ブラディー | 3        | 0        | 2001年12月29日 | 後楽園ホール ファング鈴木 2002年1月に負傷のため返上             |
| 第7代 | ファング鈴木   | 2        | 0        | 2002年1月27日  | ディファ有明 坂井澄江、KAZUKI、阿部幸江による4WAY金網デスマッチ |
| 第8代 | 高橋奈苗       | 1        | 0        | 2002年4月29日  | 後楽園ホール                                                    |
| 第9代 | ファング鈴木   | 3        | 4        | 2002年9月23日  | 後楽園ホール                                                    |

### クイーン・オブ・ザ・リング王座
| 歴代   | 選手     | 戴冠回数 | 防衛回数 | 獲得日付      | 獲得場所 （対戦相手・その他）      |
| ------ | -------- | -------- | -------- | ------------- | ---------------------------------- |
| 第10代 | 武藤裕代 | 1        | 0        | 2003年8月10日 | 後楽園ホール 2004年4月29日封印     |
| 第11代 | 朱里     | 1        | 0        | 2015年3月15日 | 高松緑地公園体育館 真琴 2015年封印 |